# 동화동
동화동(東化洞)은 서울특별시 중구의 행정동이다.

## 연혁
- 1955년 4월 18일 : 행정동제 시행에 따라 성동구 동화동을 설치하였다.
- 1970년 5월 18일 : 동화동을 신당제6동으로 개칭하였다.
- 1975년 10월 1일 : 신당제6동을 성동구에서 중구로 편입하였다.
- 2013년 7월 20일 : 신당제6동을 동화동으로 개칭하였다.[1]

## 법정동
- 신당동 일부

## 교육
- 서울흥인초등학교
- 금호여자중학교

## 교통
- ● 수도권 전철 5호선, ● 서울 지하철 6호선 청구역

## 사진

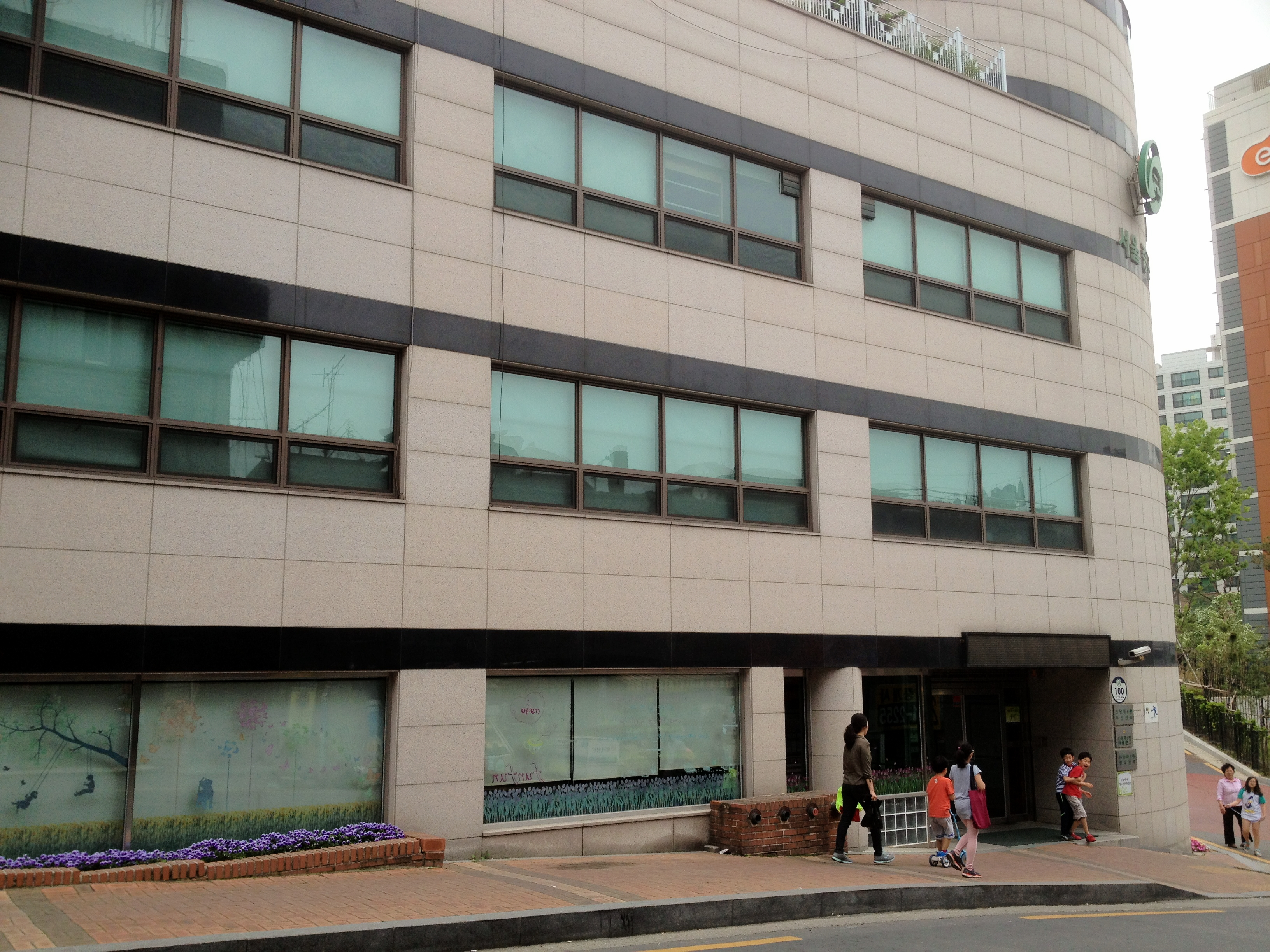
동명 변경 전의 동화동주민센터 (구 신당제6동주민센터)

## 같이 보기
- 대한민국의 행정 구역